# Лукша, Леонид Константинович
Лукша Леонид Константинович (17 января 1930 — 18 июня 2011) — советский и российский учёный в области машиностроения и прикладной механики. Доктор технических наук, профессор, заслуженный деятель науки СССР. В течение своей научной карьеры Лукша внес значительный вклад в развитие теории машин и механизмов, работая над проблемами динамики и прочности сложных механических систем.

## Биография
Леонид Константинович Лукша родился 17 января 1930 года в деревне Хвалово, Сухопольского сельсовета, Пружанского района, Брестской области. Учился в Хваловской начальной школе. Неполное среднее образование получил в Сухопольской школе, среднее — в Шерешевской средней школе в 1950 году. Высшее образование получил в Белорусском политехническом институте на Гидротехническом факультете в 1955 г.) По распределению был оставлен в БПИ на должности старшего лаборанта. Затем работал преподавателем строительных конструкций Белорусского индустриально-педагогического техникума трудовых резервов. В 1958 г. поступил в аспирантуру Академии наук БССР (Институт строительства и архитектуры). В январе 1963 г. защитил кандидатскую диссертацию, работал старшим научным сотрудником ИСиА, а с 1965 г.- доцентом Белорусского технологического института, где подготовил докторскую диссертацию и защитил её в 1980 г. в г. Москва.
С 1981 по 1990 годы являлся членом Совета по защите кандидатских диссертаций при Вильнюсском инженерно-строительном институте.
В 1983 году возглавил (по конкурсу) единственную в Республике кафедру Мостов и тоннелей (МиТ) Белорусского национального технического университета, которой руководил 13 лет. Ученое звание Профессора получил в 1985 г., звание Заслуженного деятеля науки БССР — в 1990 г. В этот период наиболее полно раскрылись возможности профессора Л. К. Лукши как ученого и руководителя научного коллектива . Было развито ранее созданное научное направление — теория сопротивления слоистых сталебетонных конструкций, включающая теорию сложного напряженного состояния конструкционных строительных материалов. Слоистые сталебетонные конструкции (ранее они назывались трубобетонными, поскольку состоят из стальных труб, заполненных бетоном) применяются в мостах, высотных зданиях, в подземных сооружениях, везде, там, где действуют большие внешние нагрузки.
Обе упомянутые разработанные теории послужили научной базой для организации аспирантуры при кафедре МиТ. В аспирантуре профессором Л.К, Лукшей подготовлено 17 кандидатов технических наук, в том числе девять докторов философии для зарубежных стран (Сирия, Ирак, Камбоджа и Чад). Существенно были расширены и укреплены зарубежные научные связи кафедры МиТ: профессором Л. К. Лукшей прочитаны лекции в университетах Японии (1991 г.), Сирии (1990 г.), сделаны доклады на научных конференциях России, Польши, Югославии, Украины, Узбекистана, республик Прибалтики.
Поскольку в Республике отсутствовала сервисное обслуживание городских мостов, профессором Л. К. Лукшей была создана при кафедре МиТ отраслевая научно-исследовательская лаборатория (НИЛ) «Городские транспортные сооружения», финансируемая Министерством жилищно-коммунального хозяйства Беларуси. В результате было предотвращено несколько крупных аварий мостов в городах Минске и Гродно. Силами НИЛ ГТС разработан регламент по содержанию городских мостов, утвержденный МЖКХ и действующий до настоящего времени. Издана монография по эксплуатации городских мостов.
Сервисное обслуживание мостов на дорогах общего пользования осуществлялось кафедральной отраслевой НИЛ «Мосты», финансируемой Министерством строительства и эксплуатации автомобильных дорог Беларуси. НИЛ «Мосты» была самым эффективным подразделением в Республике по содержанию мостов на дорогах общего пользования в период перестройки.
Одной из нерешенных проблем в мостостроении является гидроизоляция мостов. Для разработки вопросов гидроизоляции мостов при кафедре МиТ была создана отраслевая НИЛ «Вторрезина», в которой разрабатывались гидроизоляционные материалы на основе переработки отработанных автомобильных шин. Финансирование осуществлялось Госпланом БССР.
Профессором Л. К. Лукшей опубликовано 2 монографии, свыше 200 научных работ, из которых 25 статей в зарубежных изданиях на английском, польском и чешском языках (в Японии, КНР, Польше и Чехословакии), получено 27 авторских свидетельств на изобретения мостовых конструкций и научных приборов для исследования прочности и деформации строительных материалов и конструкций.
Теория прочности сталебетонных слоистых конструкций, разработанная проф. Л. К. Лукшей, получила признание в мировой литературе.
Тесная связь кафедры МиТ с производством и высокий уровень научных исследований позволили кафедре МиТ существенно повысить уровень преподавания мостов и метростроения.
Профессором Л. К. Лукшей подготовлены высококвалифицированные мостовики: к.т. н. Д. В. Черкасов, к.т. н. А. С. Мацкевич, к.т. н. С. Н. Свиридович, доцент Л. Г. Расинская, к.т. н. Л. В. Гулицкая, к.т. н. Д. Е. Гусев (совместно с проф. Н. Н. Шапошниковым).
Кафедру МиТ в период работы Л. К. Лукши посетили многие выдающиеся ученые Советского Союза, КНР, Польши, выступившие с научными докладами перед сотрудниками кафедры и лабораторий.
После завершения работы на кафедре в . проф. Л. К. Лукша по приглашению польских ученых работал профессором Ченстоховской политехники. Читал лекции и проводил практические и лабораторные занятия по сопротивлению материалов и строительной механике, внедрил в польскую строительную науку свое научное направление, издал ряд научных трудов, опубликованных в польской технической печати. Научная биография проф. Л. К. Лукши опубликована в Польше в следующих изданиях: Золотая книга технических наук (Złota Księga Nauk Technicznych), 2003 и Золотая книга Польской Науки (Złota Księga Nauki Polskiej), 2006.
В Американском Биографическом Институте (США) приобрёл почетные звания: «Человек года 1995», «Человек года 2009 от Беларуси», «Член Американского Биографического института в области Сталебетонных конструкций» 2009.
Кроме чисто профессиональной научной деятельности проф. Л. К. Лукша много работал в области литературы, музыки, истории, спорта, изобразительного искусства. Им издано два сборника лирической поэзии, опубликована статья по истории Беларуси, написана рецензия на художественное творчество всемирно известного художника Е. И. Ждана.